# Magyar tengermellék

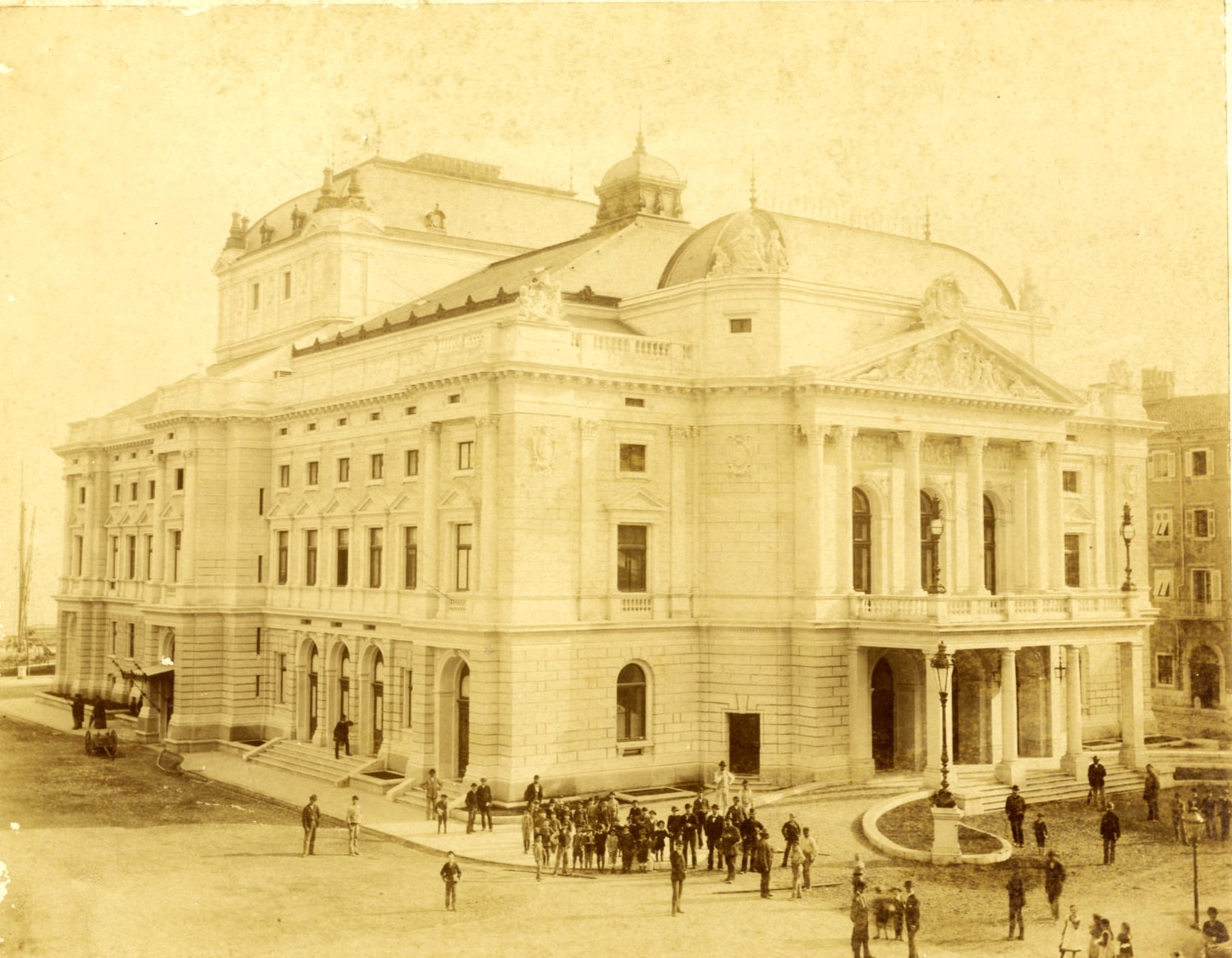
A Fiumei Városi Színház, 1890 körül

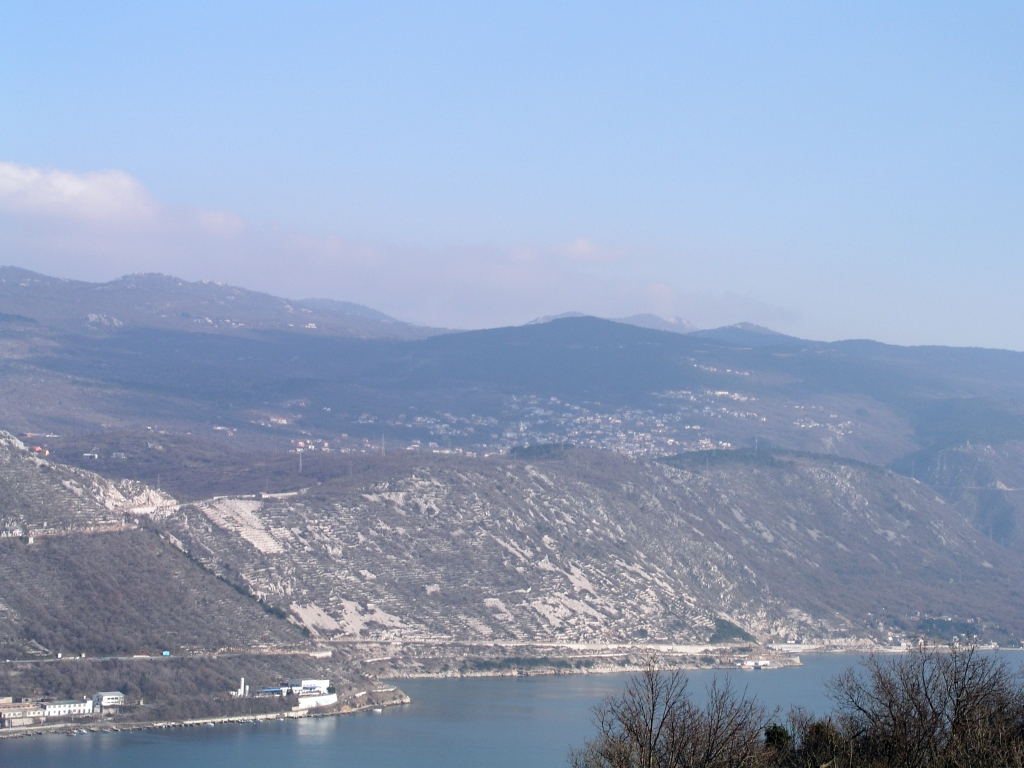
Hreljin (középen a dombtetőn) és környéke

A Magyar Tengermellék Fiume és Szádrév városokból, valamint csatolt területeikből (Hreljin, Vinodol és környékük) állt, s 1776-1809, majd 1822-1849, végül pedig 1868-1918 között létezett (vagyis tartozott Magyarországhoz). Területi kiterjedése a kezdeteket leszámítva csak egyszer változott jelentősen; 1868-ban a magyar–horvát kiegyezés értelmében csak Fiume és szűk környezete került vissza Magyarországhoz.

## Történelme
Fiume és Szádrév (horvátul Bakar) városát, valamint környéküket Mária Terézia 1776. augusztus 9-i hatállyal a Magyar Szent Korona tagjának (azaz a Magyar Királyság részének) ismerte el, de úgy, mint ami felett csak Horvát Királyságon keresztül gyakorolhat felügyeletet (vagyis mint Magyarországon belül Horvátországhoz tartozó terület).
1779. április 23-án Mária Terézia Fiumét szabadkereskedelmi városi rangra emelte és közvetlenül Magyarország fennhatósága alá rendelte. Szádrév Fiume mellett terült el, eredetileg Dalmácia része volt. A környékét, azaz a szádrévi uradalmat, valamint Portorét (avagy Porto Re, ma Kraljevica) a hozzájuk kapcsolódó egyéb területekkel és Tesratot, Castrenát és Dragát Mária Terézia Horvátországhoz csatolta, de egyúttal a fiumei főkormányzó alá rendelte, amivel sajátos kettős státuszuk lett: mind a magyar, mind a horvát országgyűlésbe küldhettek követeket. Ez a kettős fennhatóság nem maradt fenn sokáig. 1786-ban a rövid életű Szeverin vármegye megszüntetésével Fiume bekebelezte Hreljint, Vinodolt és a hozzájuk tartozó uradalmakat, míg minden más terület Horvátország fennhatósága alá került.
A Magyar Tengermellék a napóleoni háborúk során a schönbrunni béke értelmében 1809 és 1814 között francia megszállás alatt állt a franciák által közvetlenül igazgatott Illír tartományok részeként. Az osztrákok 1814-ben visszafoglalták, 1816-tól a Habsburg Illír Királyság koronatartományba tagolták be, majd 1822. július 25-én a teljes korábbi tengermelléket visszacsatolták a magyar koronához. Az 1848–49-es forradalom és szabadságharc során Josip Jelačić a területet elfoglalta, és 1848. augusztus 31-én önkényesen Horvátországhoz csatolta. A döntést Ausztria 1849. október 24-én szentesítette.
A kiegyezés egyik hozadéka volt a magyar–horvát kiegyezés (1868), aminek értelmében Fiume város a Magyar Szent Korona Országainak csatolt része lett, míg az egykori tengermellék többi része Horvát-Szlavónország része maradt. Mivel végleges megállapodás csak 1870-re született, így hivatalosan csak ekkor nevezték ki Fiume első magyar kormányzóját 1848 óta, igaz, I. Ferenc József a magyarok felé tett gesztusai egyikeként a kiegyezés elősegítéséért már 1867. április 6-án kinevezte Cseh Edét királyi biztosi minőségben a tengermellék felügyeletére.
A Magyar Tengermellék az első világháborút követően szűnt meg. Egy részét az újonnan alakult Szerb–Horvát–Szlovén Királysághoz csatolták, míg Fiume olasz megszállás alá került, majd Fiumei Szabadállam néven egy ideig „önálló” országként létezett, majd 1924-ben az Olasz Királyság bekebelezte.

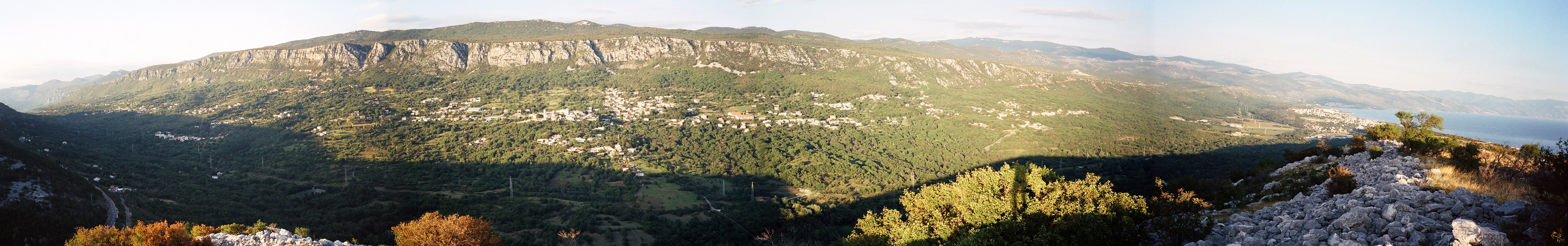
a Vinodol-völgy